# Brdce nad Dobrno
Brdce nad Dobrno so naselje v Občini Dobrna.

## Prebivalstvo
Etnična sestava 1991:
- Slovenci: 83 (100 %)